# Истякский сельсовет
Истякский сельсовет — муниципальное образование в Янаульском районе Башкортостана.

## История
Согласно «Закону о границах, статусе и административных центрах муниципальных образований в Республике Башкортостан» имеет статус сельского поселения.

## Состав сельского поселения
| № | Населённый пункт | Тип населённого пункта       | Население |
| - | ---------------- | ---------------------------- | --------- |
| 1 | Ахтиял           | деревня                      | ↘353      |
| 2 | Банибаш          | деревня                      | ↘150      |
| 3 | Истяк            | село, административный центр | ↘425      |
| 4 | Новый Куюк       | деревня                      | ↘2        |
| 5 | Сабанчи          | деревня                      | ↘7        |
| 6 | Старый Куюк      | село                         | ↘246      |
| 7 | Чулпан           | деревня                      | ↘56       |
| 8 | Шмельковка       | деревня                      | ↗11       |

### упразднённые населённые пункты
- 1233 км — поселение железнодорожная казарма, упразднённое в 2005 году
- 1237 км — поселение железнодорожная казарма, упразднённое в 2005 году (Закон «О внесении изменений в административно-территориальное устройство Республики Башкортостан в связи с образованием, объединением, упразднением и изменением статуса населённых пунктов, переносом административных центров» от 20 июля 2005 года № 211-з)
- Посёлок участка откормсовхоза — исключённый из учётных данных в 1981 году посёлок.

## Население
| 2002  | 2009  | 2010  | 2012  | 2013  | 2014  | 2015  |
| ----- | ----- | ----- | ----- | ----- | ----- | ----- |
| 1285  | ↗1429 | ↘1250 | ↗1255 | ↘1238 | ↘1220 | ↘1191 |
| 2016  | 2017  | 2018  |       |       |       |       |
| ↘1174 | ↘1149 | ↘1145 |       |       |       |       |